# سيدي عدي
سيدي عدي، هو مركز قروي بجماعة سيدي المخفي المغربية بإقليم إفران، دائرة أزرو، بالأطلس المتوسط ضمن جهة فاس مكناس. يبلغ عدد سكان المكرز 4217 نسمة، يعيشون في 1102 أسرة حسب الإحصاء العام للسكن والسكنى لسنة 2014.

## معرض الصور

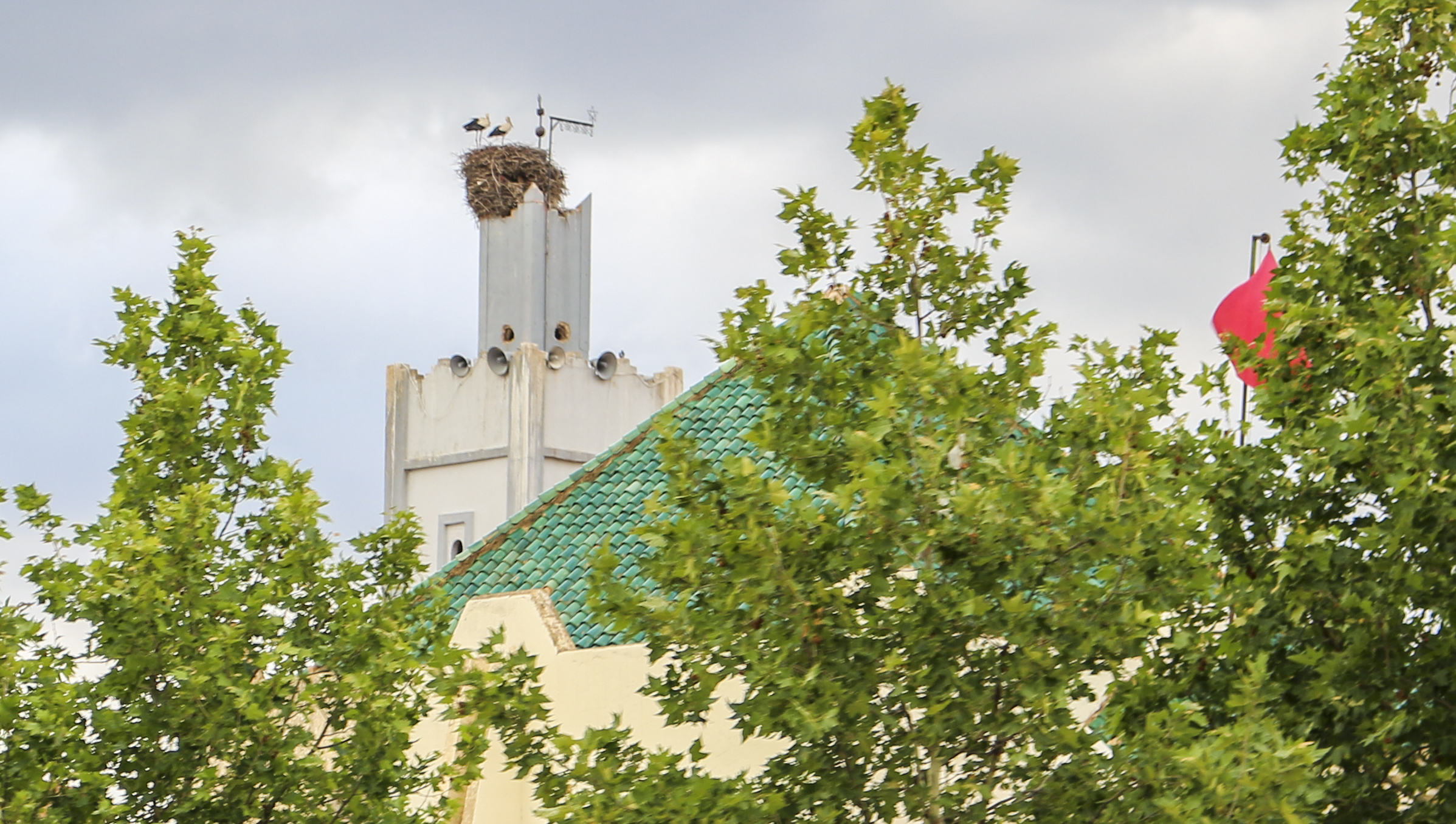
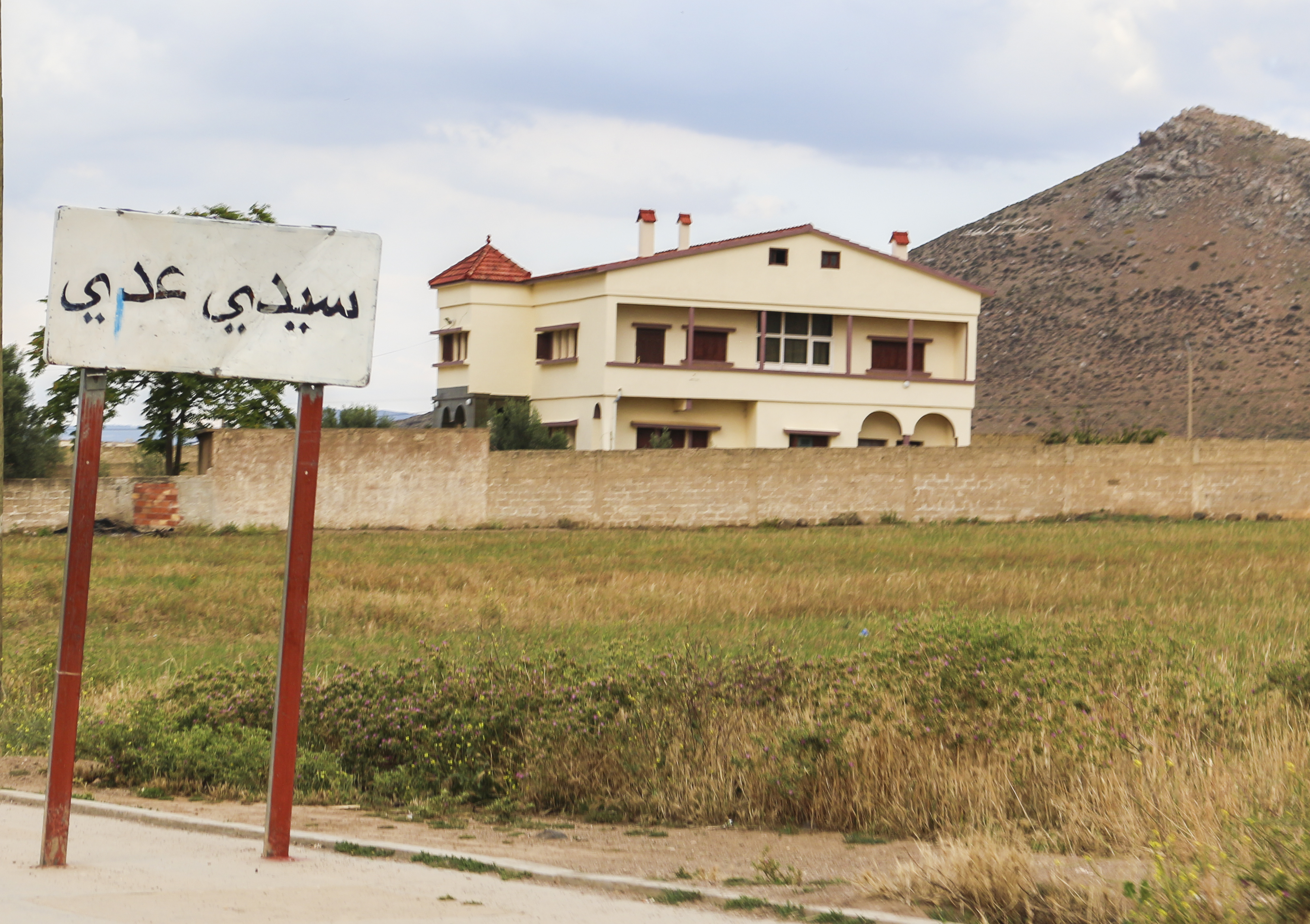
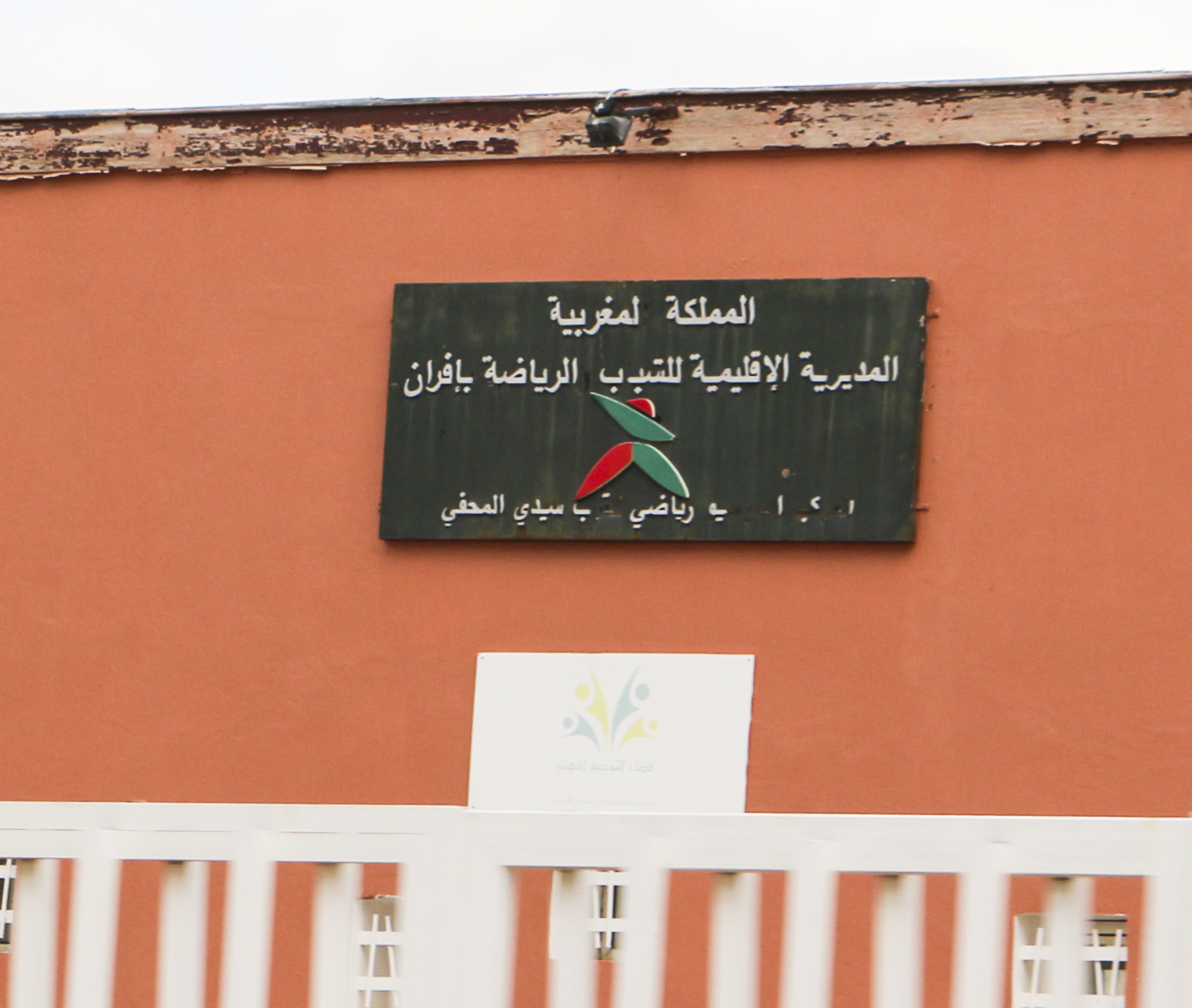
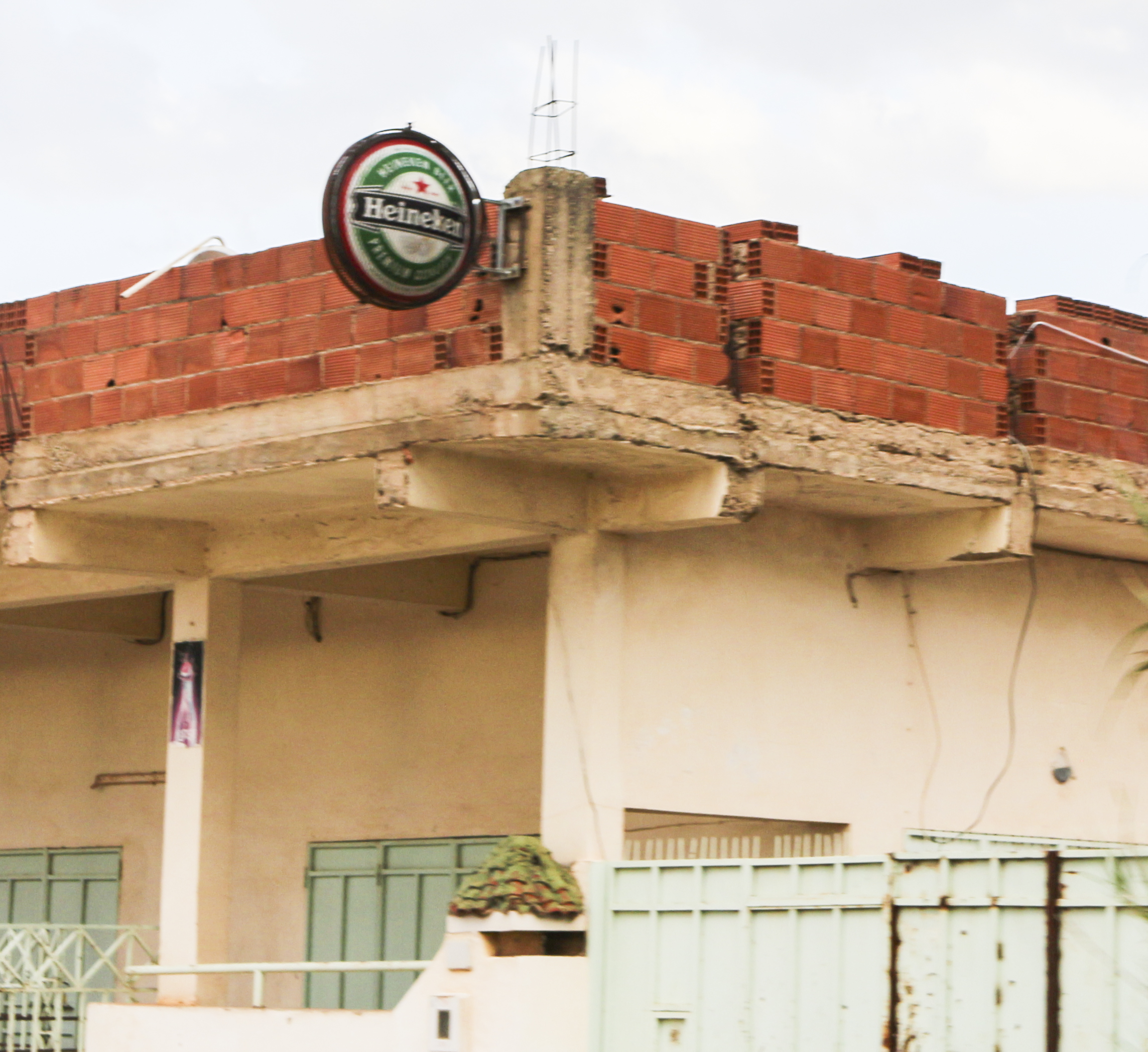